# Boccardia perata
Boccardia perata är en ringmaskart som först beskrevs av Chlebovitsch 1959.  Boccardia perata ingår i släktet Boccardia och familjen Spionidae. Inga underarter finns listade i Catalogue of Life.